# Calamodontophis
Calamodontophis este un gen de șerpi din familia Colubridae.

Cladograma conform Catalogue of Life:
| Calamodontophis | \| \| Calamodontophis paucidens \| \| \| \| \| \| Calamodontophis ronaldoi \| \| \| \| |
|                 | \| \| Calamodontophis paucidens \| \| \| \| \| \| Calamodontophis ronaldoi \| \| \| \| |
|                 | Calamodontophis paucidens                                                              |
|                 |                                                                                        |
|                 | Calamodontophis ronaldoi                                                               |
|                 |                                                                                        |